# Harry Arlt
Harry Arlt (* 11. November 1926 in Dresden-Neustadt; † 25. Juni 2014 in Dresden) war ein deutscher Fußballspieler, er wurde 1953 Torschützenkönig der DDR-Oberliga.

## Der Weg zu Rotation Dresden
Arlt war 12 Jahre alt, als der Zweite Weltkrieg ausbrach. Zwar konnte er bis zum Zusammenbruch des deutschen Sports im Jahr 1945 noch als Jugendlicher bei seinem ersten Verein Sportfreunde 01 Dresden dem runden Leder nachjagen, musste danach aber die schweren Nachkriegsjahre in Ostdeutschland miterleben, die Sportlern seines Alters einen Teil ihrer Karriere raubten. Alle Sportvereine waren zwangsweise aufgelöst worden, Sportwettkämpfe wurden nur in locker organisierten Sportgemeinschaften auf engbegrenzter lokaler Ebene erlaubt. Arlt schloss sich zunächst der 1946 gegründeten SG Dresden-Mickten an und kam über den Umweg über die BSG KWU Dresden 1952 zurück zur BSG Rotation Dresden, die nach Einführung des Systems der Betriebssportgemeinschaften aus der SG Mickten hervorgegangen war.

## Erfolge mit Rotation/Einheit Dresden
Rotation hatte als Aufsteiger in die höchste DDR-Fußballklasse Oberliga 1950/51 nur mit Mühe den Klassenerhalt sichern können, benötigte dringend Ersatz für den 38-jährigen Mittelstürmer Kurt Forke und hoffte, mit dem inzwischen 25 Jahre alten Arlt eine gute Wahl getroffen zu haben. Sein erstes Oberligaspiel bestritt Harry Arlt am 17. Februar 1952 bei Motor Oberschöneweide (2:0) und die Hoffnungen trogen nicht, denn mit Arlt im Sturmzentrum steigerten sich die Dresdner in der Spielzeit 1951/52 auf Rang 4 der Oberliga. Die Mannschaft hatte nun eine schlagkräftige Sturmreihe beisammen, die sich 1952/53 mit 65 Toren in 32 Punktspielen den Titel „Wundersturm“ verdiente. Alleine 26 Treffer steuerte Harry Arlt bei, der damit nicht nur erfolgreichster Schütze seiner Mannschaft, sondern auch Torschützenkönig der Oberliga wurde. Weitere Titel blieben ihm versagt, beim DDR-Pokalgewinn 1958 stand er nicht in der inzwischen in SC Einheit Dresden umbenannten Mannschaft, sondern spielte für die SG Dynamo Dresden (2. DDR-Liga, Staffel 4). Nach der Saison 1958 wollte Arlt eigentlich Abschied vom aktiven Fußballsport nehmen, da seine Mannschaft aber im darauffolgenden Jahr in akute Abstiegsgefahr geriet, half er noch einmal in acht Spielen aus. In den neun Jahren seiner Zugehörigkeit bei Rotation/Einheit Dresden absolvierte er 148 Oberligapunktspiele, erzielte dabei 69 Tore und ist damit mit Abstand der erfolgreichste Torschütze der Ära Rotation – Einheit. Zwischen 1952 und 1956 war er bei vier FDGB-Pokalspielen für die Dresdner dabei (2 Tore).
Trotz seiner Torgefährlichkeit wurde Harry Arlt nie in der DDR-Nationalmannschaft eingesetzt, es reichte lediglich 1953 zu zwei Berufungen in die B-Nationalmannschaft (1 Tor).

### Stationen als Spieler
- 1936–1945: Dresdner Sportfreunde 01
- 1945–1949: SG Mickten Dresden
- 1949–1952: KWU Dresden
- 1952–1958: BSG Rotation Dresden / SC Einheit Dresden
- 1958–1959: SG Dynamo Dresden
- 1959: SC Einheit Dresden

Spiele in der DDR-Oberliga:
| Saison  | Spiele | Tore |
| ------- | ------ | ---- |
| 1951/52 | 012    | 0–   |
| 1952/53 | 031    | 26   |
| 1953/54 | 022    | 10   |
| 1954/55 | 024    | 17   |
| 1955    | 009    | 01   |
| 1956    | 025    | 08   |
| 1957    | 013    | 06   |
| 1958    | 004    | 0–   |
| 1959    | 008    | 01   |
| Gesamt  | 148    | 69   |

## Trainer bei FSV Lok Dresden
1966 wurde die Sektion Fußball des SC Einheit Dresden zur Fußballsportvereinigung Lokomotive degradiert. Die Mannschaft spielte bereits seit vier Jahren nur noch in der zweitklassigen DDR-Liga ohne Aussicht auf den Wiederaufstieg. Da Lokalrivale Dynamo Dresden zum Fußballschwerpunkt des Bezirkes Dresden erklärt worden war, musste Lok Dresden versuchen, seine Zukunft mit eigenen Nachwuchskräften zu sichern. Der immer noch populäre Harry Arlt übernahm 1967 die Aufgabe, als Trainer der 2. Mannschaft junge Talente heranzubilden. Drei Jahre später übernahm er die 1. Mannschaft, die er mit Unterbrechungen bis 1985 betreute. Das Jahr 1984 brachte ihm seine wohl bitterste Niederlage, als die FSV Lok mit Platz 8 die Qualifikation für die neu strukturierte DDR-Liga verpasste und in die Drittklassigkeit absteigen musste. 1985 war Harry Arlt nach einer Herzoperation 58-jährig gezwungen, endgültig vom Fußball Abschied zu nehmen. Als gelernter Kaufmann arbeitete er als Absatzleiter beim VEB Lufttechnik Dresden.

### Trainerstationen
- 1958–1965: BSG Flugzeugwerft Dresden
- 1965–1966: TSG Dresden Nord
- 1966–1970: SC Einheit Dresden II
- 1970–1978: FSV Lokomotive Dresden
- 1978–1980: SG Weixdorf
- 1982–1985: FSV Lokomotive Dresden